# 朱尚文
朱尚文（1496年—？），字質卿，號寧野，直隸保定府新城縣（今河北省高碑店市）人，民籍，明朝政治人物。

## 生平
嘉靖七年（1528年）戊子科順天府鄉試第一百六名舉人。嘉靖十七年（1538年）中式戊戌科會試第二百十八名，登第三甲第七十五名進士。嘉靖十八年（1539年）任河南杞縣知縣。升户部主事，監兌通州倉糧。历官户部郎中，嘉靖二十九年（1550年）出为南阳府知府，升陕西按察司副使。

## 著作
著有《雍丘稿》。

## 家族
曾祖朱英；祖父朱海全；父朱逵，典史。母鄭氏；前母齊氏、崔氏。永感下。弟朱博文。